# スネジャナ・オノプカ
スネジャナ・オノプカ（Снєжана Онопка 1986年12月15日- ）は、ウクライナ出身のファッションモデル。
身長175cm、45㎏前後の体重、そしてそこから計上される14.6というBMIをもって注目を集めてきた。やがては10㎏キログラム近くの増量に伴いこの値も上昇するに至ったものの、それでもシャネル・イマンと並ぶ最細級のモデルの双璧としてその名をしばしば挙げられている。

## 来歴
ウクライナのシエビエロドネスクに生を享け、2001年に首都キエフに移住。この町で外国から来たスカウトに見出され、15歳の時にモデルの活動を開始。
2005年にドルチェ&ガッバーナとプラダのキャンペーンに登場。やがてスティーヴン・マイゼルの目に留まり、この写真家の贔屓の存在となった。 i-D、ヌメロ、ハーパース・バザー、ロフィシエル、ELLE、ヴォーグなどといった様々な雑誌の表紙を飾るなかで、マイゼルからの抜擢を経てプラダとドルチェ&ガッバーナの秋季の広告塔を務め、膨大な数のショーをこなし大いなる注目を浴びた。
その経歴を通して登場してきた広告は、ドルチェ&ガッバーナ、プラダ、カルバン・クライン、クレ・ド・ポー・ボーテ、ジャンヌ・ランバン、ルイ・ヴィトン、イヴ・サン＝ローラン、グッチ、資生堂など多岐に上っている。

## 私生活
ウクライナに住居があるが、ニューヨークにも仮住いを有している。
モデルを引退した後に言語の勉強をしたいと考えており、それについて次のように語っている。『言葉の勉強がしたい。言葉をたくさん知りたいんだ。かっこいいじゃん。ヨーロッパに行ったときにフランス語話せたら。アメリカに行ったときに英語話せたら。日本に行ったときに日本語話せたら。』
自身の家族について次のように語っている。『お母さんが私を見たら（ショーの奇妙な格好に）大泣きしちゃうな。』 更に父親について『私が子供の頃、お父さんはロックバンドにいたの。それでお父さんはよくスポットライトを浴びてた。私も歌うのが好きだよ。』